# Luciano Angeleri
Pour les articles homonymes, voir Angeleri.
Luciano Angeleri, né le 19 avril 1941 à Verceil dans le Piémont, est un chanteur et musicien italien.

## Biographie
Luciano Angeleri commence à chanter en 1963 et fonde le groupe beat « The Sleepings »  avec lequel il débute en enregistrant un 45 tours en 1965 et un autre l'année suivante.
En 1970, sort un 45 tours sous le label Clan Celentano avec le groupe Made in Italy.
Il participe au Festivalbar 1973 (it) avec le titre Lui e lei et au Un disco per l'estate 1974 (it) avec Lisà-Lisà.
En 2013, il sort un nouveau single, Mare, après plusieurs années d'inactivité..

## Discographie

### Album
- 1974 - Per lui e lei (Odeon/EMI, 3C-064-18050)
- 1979 - In blu (F1 Team, LP 3312)
- 1980 - Do re mi fa sol la ti do amore (F1 Team, LP 3324)

### Single
- 1970 - Che farai di me/W l'amore (Clan Celentano, BF 69056, 7")
- 1971 - Lontano/O sì o no (Clan Celentano, BF 70007, 7")
- 1973 - Lui e lei/Io e la signora Rosa (Odeon/EMI, 3C-006-17917, 7")
- 1974 - Lisà Lisà/Fine settimana (Odeon/EMI, 3C-006-17956, 7")
- 1974 - Chi di noi/Io son sicuro (Odeon/EMI, 3C-006-18049, 7")
- 1976 - Posso ballare/Bahia (CGD, 4683, 7")
- 1978 - Ricordami/Tra fiori rossi e coralli (Baby Records, BR 053, 7")
- 1979 - Blu/Donna (F1 Team, P 516, 7")
- 1980 - Andiamo al mare/Ciao, ciao Paris (F1 Team, P 551, 7")
- 1981 - Cara/Do re mi fa sol la ti do amore (F1 Team, P 568, 7")
- 1983 - Un'estate di sesso/Boy friend (Dig-It, DG-2003-7, 7")
- 2013 - Mare (CD)